# Derde klasse 2013-14 (voetbal België)
Het seizoen 2013/14 van de Belgische Derde Klasse ging van start in de zomer van 2013 en eindigde in het voorjaar van 2014. Daarna werden nog eindrondes voor promotie en degradatie afgewerkt. De Derde Klasse bestaat uit twee reeksen, die elk 18 club tellen.

## Naamswijzigingen
- RJS Heppignies-Lambusart-Fleurus wijzigde zijn naam in R. Charleroi Fleurus.

## Gedegradeerde teams
Deze teams waren gedegradeerd uit de Tweede Klasse voor de start van het seizoen:
- SK Sint-Niklaas (rechtstreeks)
- KSV Oudenaarde (forfait eindronde)

Noot: Door het faillissement van de degraderende eersteklasser Beerschot AC was er geen andere rechtstreeks zakker.

## Gepromoveerde teams
Deze teams waren gepromoveerd uit de Vierde Klasse voor de start van het seizoen:
- KRC Gent-Zeehaven (kampioen 4A)
- K. Londerzeel SK (kampioen 4B)
- KFC Oosterzonen Oosterwijk (kampioen 4C)
- R. Sprimont Comblain Sport (kampioen 4D)
- K. Sporting Hasselt (winst eindronde)

## Promoverende teams
Deze teams promoveerden naar Tweede Klasse op het eind van het seizoen:
- KRC Mechelen (kampioen 3A)
- KV Woluwe-Zaventem (kampioen 3B)
- K. Patro Eisden Maasmechelen (winst eindronde)

## Degraderende teams
Deze teams degradeerden naar Vierde Klasse op het eind van het seizoen:
- SK Sint-Niklaas (rechtstreeks 3A)
- K. Standaard Wetteren (rechtstreeks 3A)
- R. Charleroi Fleurus (rechtstreeks 3B)
- RFC Huy (rechtstreeks 3B)

## Klassement

### Derde Klasse A
| Legende                                |
| -------------------------------------- |
| Kampioen + promotie naar Tweede Klasse |
| Kwalificatie voor promotie-eindronde   |
| Kwalificatie voor degradatie-eindronde |
| Degradatie naar Vierde Klasse          |

|    |    |                         | P  | W  | G  | V  | +  | -  | DS  | Ptn |
| -- | -- | ----------------------- | -- | -- | -- | -- | -- | -- | --- | --- |
| K  | 1  | KRC Mechelen            | 34 | 22 | 8  | 4  | 76 | 36 | 40  | 74  |
|    | 2  | KSV Oudenaarde          | 34 | 20 | 7  | 7  | 64 | 37 | 27  | 67  |
| EP | 3  | KMSK Deinze             | 34 | 16 | 9  | 9  | 53 | 38 | 15  | 57  |
|    | 4  | K. Londerzeel SK        | 34 | 16 | 9  | 9  | 55 | 41 | 14  | 57  |
|    | 5  | KVV Coxyde              | 34 | 15 | 11 | 8  | 66 | 46 | 20  | 56  |
|    | 6  | K. Olsa Brakel          | 34 | 14 | 8  | 12 | 59 | 58 | 1   | 50  |
|    | 7  | R. Géants Athois        | 34 | 13 | 11 | 10 | 47 | 39 | 8   | 50  |
|    | 8  | KRC Gent-Zeehaven       | 34 | 13 | 9  | 12 | 51 | 46 | 5   | 48  |
|    | 9  | RFC Tournai             | 34 | 12 | 10 | 12 | 53 | 55 | -2  | 46  |
|    | 10 | Torhout 1992 KM         | 34 | 11 | 8  | 15 | 39 | 55 | -16 | 41  |
|    | 11 | FCV Dender EH           | 34 | 11 | 7  | 16 | 45 | 59 | -14 | 40  |
|    | 12 | KFC Vigor Wuitens Hamme | 34 | 10 | 10 | 14 | 60 | 65 | -5  | 40  |
|    | 13 | K. Rupel Boom FC        | 34 | 11 | 6  | 17 | 41 | 63 | -22 | 39  |
|    | 14 | KFC Izegem              | 34 | 9  | 11 | 14 | 45 | 59 | -14 | 38  |
|    | 15 | KSV Temse               | 34 | 10 | 7  | 17 | 46 | 56 | -10 | 37  |
| ED | 16 | KSV Bornem              | 34 | 10 | 6  | 18 | 54 | 60 | -6  | 36  |
| D  | 17 | SK Sint-Niklaas         | 34 | 8  | 9  | 17 | 40 | 50 | -10 | 33  |
| D  | 18 | K. Standaard Wetteren   | 34 | 8  | 8  | 18 | 35 | 66 | -31 | 32  |

P: wedstrijden gespeeld, W: wedstrijden gewonnen, G: gelijke spelen, V: wedstrijden verloren, +: gescoorde doelpunten, -: doelpunten tegen, DS: doelsaldo, Ptn: totaal punten
 K: kampioen en promotie, EP: eindronde voor promotie, ED: eindronde voor degradatie D: degradatie

### Derde Klasse B
|    |    |                              | P  | W  | G  | V  | +  | -  | DS  | Ptn |
| -- | -- | ---------------------------- | -- | -- | -- | -- | -- | -- | --- | --- |
| K  | 1  | KV Woluwe-Zaventem           | 34 | 21 | 7  | 6  | 68 | 31 | 37  | 70  |
|    | 2  | RCS Verviétois               | 34 | 20 | 9  | 5  | 66 | 28 | 38  | 69  |
| EP | 3  | K. Patro Eisden Maasmechelen | 34 | 18 | 8  | 8  | 61 | 46 | 15  | 62  |
| EP | 4  | KV Turnhout                  | 34 | 16 | 8  | 10 | 53 | 44 | 9   | 56  |
|    | 5  | UR La Louvière Centre        | 34 | 13 | 11 | 10 | 53 | 46 | 7   | 50  |
| EP | 6  | R. Union Saint-Gilloise      | 34 | 13 | 10 | 11 | 42 | 35 | 7   | 49  |
|    | 6  | K. Bocholter VV              | 34 | 13 | 10 | 11 | 50 | 48 | 2   | 49  |
|    | 8  | RFC Union La Calamine        | 34 | 13 | 6  | 15 | 67 | 61 | 6   | 45  |
|    | 8  | K. Sporting Hasselt          | 34 | 13 | 6  | 15 | 30 | 41 | -11 | 45  |
|    | 10 | R. Sprimont Comblain Sport   | 34 | 13 | 5  | 16 | 57 | 66 | -9  | 44  |
|    | 11 | RUW Ciney                    | 34 | 11 | 10 | 13 | 51 | 48 | 3   | 43  |
|    | 12 | R. Cappellen FC              | 34 | 12 | 6  | 16 | 45 | 64 | -19 | 42  |
|    | 13 | K. Diegem Sport              | 34 | 12 | 5  | 17 | 46 | 62 | -16 | 41  |
|    | 14 | K. Berchem Sport             | 34 | 11 | 7  | 16 | 48 | 55 | -7  | 40  |
|    | 15 | KFC Oosterzonen Oosterwijk   | 34 | 12 | 3  | 19 | 45 | 69 | -24 | 39  |
| ED | 16 | KSC Grimbergen               | 34 | 9  | 10 | 15 | 47 | 61 | -14 | 37  |
| D  | 17 | R. Charleroi Fleurus         | 34 | 11 | 3  | 20 | 45 | 64 | -19 | 36  |
| D  | 18 | RFC Huy                      | 34 | 9  | 8  | 17 | 37 | 42 | -5  | 35  |

P: wedstrijden gespeeld, W: wedstrijden gewonnen, G: gelijke spelen, V: wedstrijden verloren, +: gescoorde doelpunten, -: doelpunten tegen, DS: doelsaldo, Ptn: totaal punten
 K: kampioen en promotie, EP: eindronde voor promotie, ED: eindronde voor degradatie D: degradatie

## Periodekampioenen

### Derde Klasse A
- Eerste periode: KSV Oudenaarde, 25 punten
- Tweede periode: KRC Mechelen, 27 punten
- Derde periode: KRC Mechelen, 27 punten

### Derde Klasse B
- Eerste periode: KV Woluwe-Zaventem, 25 punten
- Tweede periode: KV Woluwe-Zaventem, 25 punten
- Derde periode: K. Patro Eisden, 26 punten

## Eindronde

### Promotie-eindronde
De eindronde wordt in theorie betwist door zes derdeklassers en de in Tweede Klasse op twee na laatste geëindigde club. Slechts een beperkt aantal derdeklassers vroegen echter een licentie aan en kregen die toegekend. Naast de kampioenen KRC Mechelen en KV Woluwe-Zaventem waren dit enkel KMSK Deinze uit de A-reeks en KV Turnhout, K. Patro Eisden Maasmechelen, R. Union Saint-Gilloise en K. Berchem Sport 2004 uit de B-reeks. De eindronde telde zo slechts een deelnemer uit de A-reeks, en drie deelnemers uit de B-reeks. Doordat tweedeklasser RWDM Brussels FC geen licentie kreeg en zo al een rechtstreeks daler werd, was de eindrondedeelnemer uit Tweede Klasse dit seizoen de club die daar voorlaatste werd, namelijk Hoogstraten VV.

#### Eerste ronde
Op de eerste ronde speelden tweede derdeklassers uit de B-reeks, R. Union Saint-Gilloise en KV Turnhout, tegen elkaar.
| Datum      | Uur   | Heenwedstrijd                         | Uitslag |        |
| ---------- | ----- | ------------------------------------- | ------- | ------ |
| 11/05/2014 | 16:00 | R. Union Saint-Gilloise - KV Turnhout | 0 - 3   |        |
|            |       | Terugwedstrijd                        | Uitslag | Totaal |
| 15/05/2014 | 19:00 | KV Turnhout - R. Union Saint-Gilloise | 1 - 4   | 4 - 4  |

#### Tweede ronde
De winnaar neemt met de twee resterende derdeklassers en tweedeklasser Hoogstraten VV deel aan de tweede ronde.
| Datum      | Uur   | Heenwedstrijden                               | Uitslag |        |
| ---------- | ----- | --------------------------------------------- | ------- | ------ |
| 18/05/2014 | 16:00 | R. Union Saint-Gilloise - KMSK Deinze         | 2 - 0   |        |
| 18/05/2014 | 16:00 | K. Patro Eisden Maasmechelen - Hoogstraten VV | 3 - 0   |        |
|            |       | Terugwedstrijden                              | Uitslag | Totaal |
| 22/05/2014 | 20:00 | KMSK Deinze - R. Union Saint-Gilloise         | 1 - 0   | 1 - 2  |
| 22/05/2014 | 19:00 | Hoogstraten VV - K. Patro Eisden Maasmechelen | 1 - 2   | 1 - 5  |

#### Derde ronde
De winnaar van de derde ronde promoveert naar Tweede Klasse.
| Datum      | Uur   | Heenwedstrijd                                          | Uitslag |        |
| ---------- | ----- | ------------------------------------------------------ | ------- | ------ |
| 25/05/2014 | 16:00 | R. Union Saint-Gilloise - K. Patro Eisden Maasmechelen | 2 - 1   |        |
|            |       | Terugwedstrijd                                         | Uitslag | Totaal |
| 29/05/2014 | 16:00 | K. Patro Eisden Maasmechelen - R. Union Saint-Gilloise | 2 - 0   | 3 - 2  |

Voor eventueel bijkomende promotieplaatsen kon in principe nog een wedstrijd gespeeld worden tussen de verliezers van de vorige ronde, KMSK Deinze en Hoogstraten VV, maar Hoogstraten gaf forfait, waardoor Deinze derde werd in de eindronde.
| Datum      | Uur   | Heenwedstrijd                | Uitslag   |
| ---------- | ----- | ---------------------------- | --------- |
| 25/05/2014 | 16:00 | KMSK Deinze - Hoogstraten VV | 5-0 (ff.) |

### Degradatie-eindronde
De twee teams die 16de eindigden, KSV Bornem en KSC Grimbergen, speelden een eindronde met een aantal vierdeklassers en gingen daar van start in de tweede ronde van die eindronde.